# Iancu Jianu
Iancu Jianu (fl. XIX secolo) è stato un Hajduk originario dell'Oltenia (Romania).
Secondo le cronache del tempo era una persona di non grandissima prestanza fisica, ma era dotato di una grande agilità che gli consentiva di essere un temuto combattente, soprattutto nel corpo a corpo.
Nel momento di maggiore potere era al comando di un'armata di 2/3.000 soldati ed aveva a disposizione anche tre cannoni.
Le sue azioni più importanti vennero condotte durante la campagna condotta dagli hajduk a sud del Danubio nel 1809 in una delle guerre di indipendenza della Romania.
In suo onore ha preso nome Iancu Jianu, comune del distretto di Olt.
| Controllo di autorità | VIAF (EN) 26387032 · ISNI (EN) 0000 0000 3787 4044 · LCCN (EN) n98110251 · GND (DE) 118976354 |